# Phymaspermum woodii
Phymaspermum woodii là một loài thực vật có hoa trong họ Cúc. Loài này được (Thell.) Källersjö miêu tả khoa học đầu tiên năm 1986.